# Фельдман, Кристина
Кристина София Фельдман (пол. Krystyna Zofia Feldman; 1 марта 1916 года, Львов — 24 января 2007 года, Познань) — польская актриса театра и кино.

## Биография
Родилась в польско-еврейской семье — мать, Катаржина Савицка, была оперной певицей; отец, Фердинанд Фельдман, — театральным актёром. Выпускница Государственного театрального института в Варшаве. Дебютировала в 1937 году в Львовском городском театре. После занятия города советскими войсками в 1944 году исполнила мужскую роль Сташка в «Свадьбе» Выспяньского (реж. А. Бардини). Выступала также на театральных сценах Лодзи, Ополя, Познани, Кракова и спектаклях Театра польского телевидения.
Дебютировала в кино у Ежи Кавалеровича (Целлюлоза, 1953). Играла роли второго и третьего плана, среди которых — работница кинологического общества в фильме Яна Баторыя «Лекарство от любви» и соседку в фильме «Явка на Сальваторе». Стала известна после исполнения роли тетки героя в фильме Радослава Пивоварского «Yesterday» (1985). Однако широко популярной она стала только после исполнения роли бабушки в сериале Окила Хамидова «Мир с точки зрения плохих парней» (1999—2005).
Единственную свою роль первого плана Фельдман сыграла в 2004 году, причём роль была мужская: в фильме Кшиштофа Краузе «Мой Никифор»  (пол. «Mój Nikifor») сыграла наивного подкарпатского художника Никифора Криницкого. За эту роль была награждена на фестивалях Польши и 7 других стран мира.
Во время войны была членом Армии крайовой (связная). Награждена Командорским Крестом Ордена возрождения Польши («Polonia Restituta», 2005).
Удостоена приза гран-при V Международном фестивале актёров кино «Стожары» в Киеве (2005) за фильм «Мой Никифор».
Похоронена на Милостовском кладбище в Познани.